# SN 2002fa
SN 2002fa – supernowa typu II odkryta 24 sierpnia 2002 roku w galaktyce A205221+0208. W momencie odkrycia miała maksymalną jasność 19,40m.